# Reinado Nacional del Café 2009
El Reinado Nacional del Café realizó su 27.a edición el 5 de julio de 2009 en Calarcá, Quindío. En la velada de elección y coronación, la Reina Nacional del Café 2008 y Reina Internacional del Café 2009, Alejandra Mesa Estrada, entregó la corona a su sucesora, la Señorita Huila, Alejandra Tovar Gómez.
Alejandra representó a Colombia en el Reinado Internacional del Café 2010, realizado en Manizales, Caldas, sin lograr clasificar.

## Resultados
| Título                          | Candidata                                                 |
| ------------------------------- | --------------------------------------------------------- |
| Reina Nacional del Café 2009    | - Alejandra Tovar Gómez Señorita Huila                    |
| Virreina Nacional del Café 2009 | - Sandy Rocío Acosta Gómez Señorita Quindío               |
| Primera Princesa                | - Dufay Mallerly Echeverry Durango Señorita Antioquia     |
| Segunda Princesa                | - Marilyn Yesenia Largo Reyes Señorita Norte de Santander |
| Tercera Princesa                | - Jessica Portilla Mosquera Señorita Meta                 |

## Candidatas
14 candidatas participaron en la versión 2009 del Reinado Nacional del Café.
| Candidata                         | Nombre                           | Edad | Estatura | Medidas  | Procedencia   |
| --------------------------------- | -------------------------------- | ---- | -------- | -------- | ------------- |
| Señorita Antioquia                | Dufay Mallerly Echeverry Durango | 20   | 1.70     | 90-60-90 | Medellín      |
| Señorita Bogotá D. C.             | Nahanna Alarcón Riveros          | 20   | 1.70     | 92-60-93 | Bogotá        |
| Señorita Buenaventura D.E.I.P y B | Carolina Caicedo Alegrías        | 24   | 1.78     | 86-62-92 | Buenaventura  |
| Señorita Casanare                 | Daniela Casadiego Medina         | 20   | 1.71     | 92-62-92 | Yopal         |
| Señorita Cauca                    | Ángela María Vidal Veute         | 20   | 1.79     | 90-64-97 | Popayán       |
| Señorita Cundinamarca             | Vivian Andrea Bustos Velasco     | 22   | 1.74     | 86-60-96 | Bogotá        |
| Señorita Huila                    | Alejandra Tovar Gómez            | 22   | 1.70     | 90-60-92 | Neiva         |
| Señorita Meta                     | Jessica Portilla Mosquera        | 17   | 1.78     | 90-63-93 | Villavicencio |
| Señorita Norte de Santander       | Marilyn Yesenia Largo Reyes      | 20   | 1.72     | 90-61-93 | Cúcuta        |
| Señorita Quindío                  | Sandy Rocío Acosta Gómez         | 22   | 1.74     | 90-62-90 | Armenia       |
| Señorita Risaralda                | Luz Adriana Velásquez Cardona    | 17   | 1.67     | 91-63-93 | Pereira       |
| Señorita Santander                | Eliana Argüello Osorio           | 20   | 1.70     | 87-62-92 | Bucaramanga   |
| Señorita Tolima                   | María Camila Laverde Arango      | 19   | 1.82     | 94-64-94 | Ibagué        |
| Señorita Valle                    | Paola Andrea Murillo Osorio      | 21   | 1.70     | 84-62-92 | Cali          |